# Townhouse

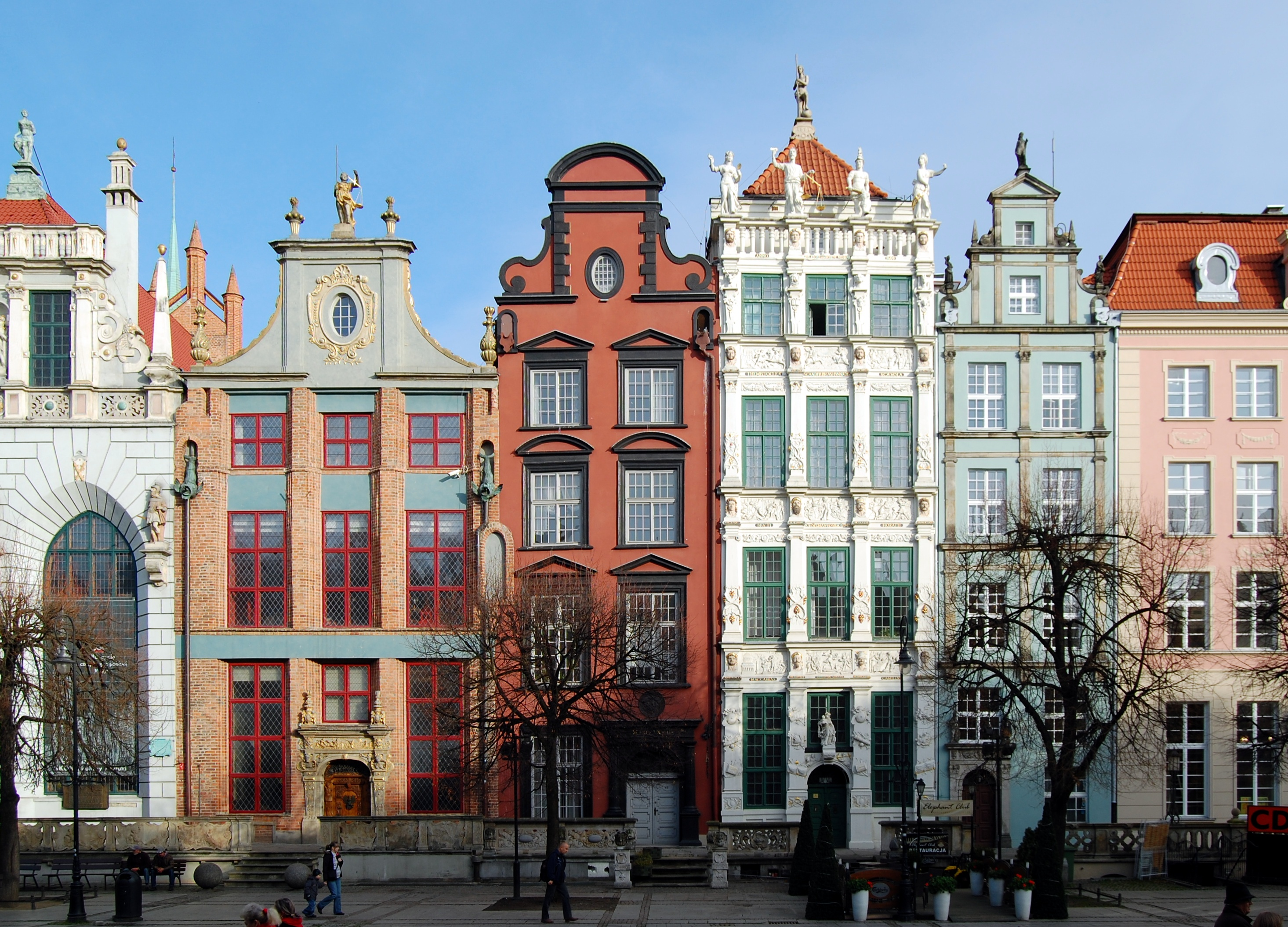
Townhouse a Danzica, Polonia

Una townhouse  è un tipo di edificio abitativo individuale o anche in condominio. Una moderna townhouse è spesso un edificio con un ingombro ridotto su più piani. In un diverso uso britannico, il termine originariamente si riferiva a qualsiasi tipo di residenza cittadina (normalmente a Londra) di qualcuno la cui residenza principale o più grande fosse una casa di campagna.

## Storia
Storicamente, una residenza di città era la residenza cittadina di una famiglia nobile o benestante, che possedeva una o più case di campagna in cui viveva per gran parte dell'anno. Dal XVIII secolo, i proprietari terrieri e i loro servi si trasferivano in una casa cittadina durante la stagione sociale (quando si svolgevano i balli più importanti).

## Europa

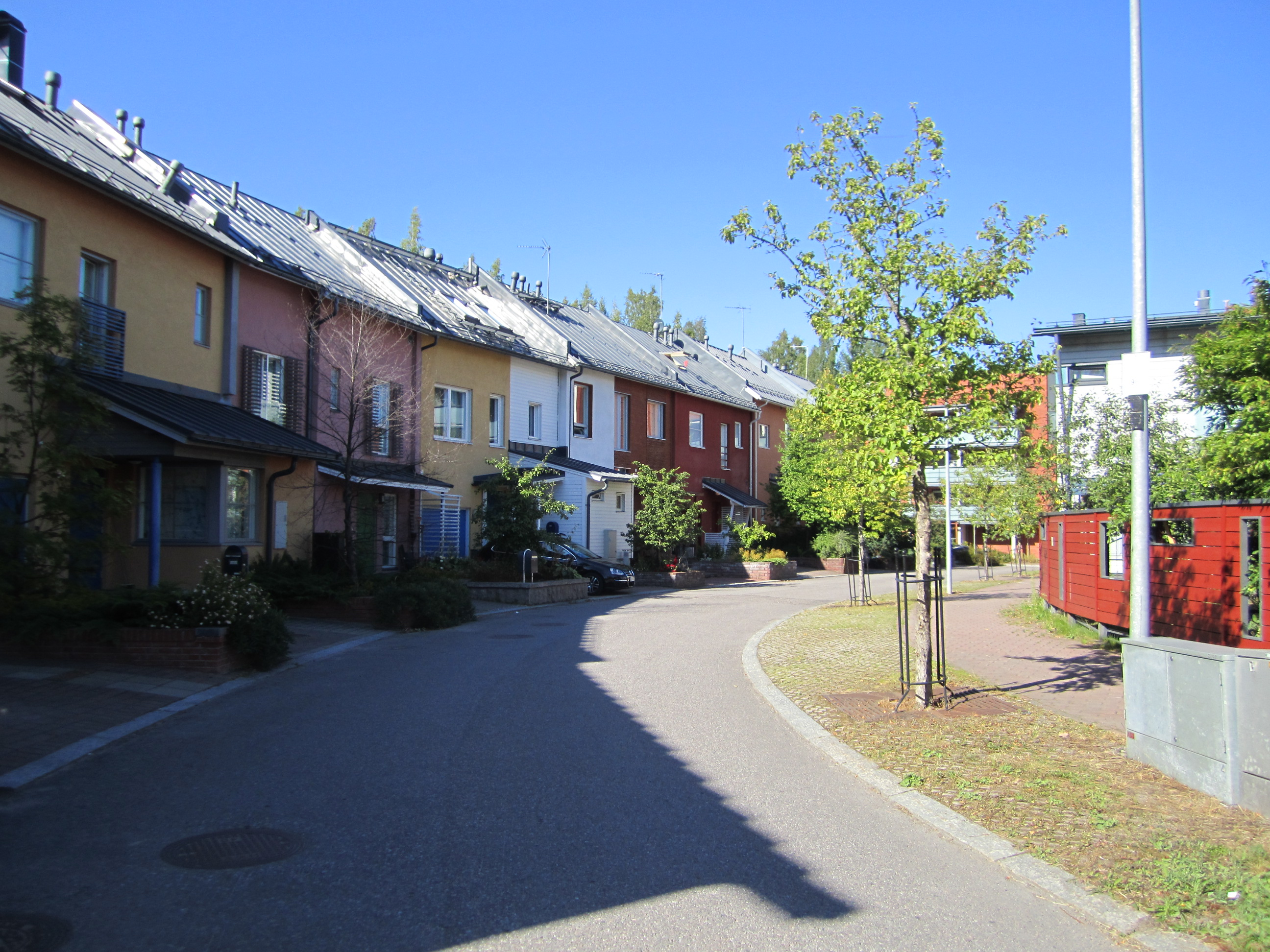
Townhouse a Malminkartano, Helsinki, Finlandia

Nel Regno Unito, la maggior parte delle villette sono a schiera. Solo una piccola minoranza, generalmente le più grandi, sono distaccate dalle altre, ma anche gli aristocratici, le cui case di campagna avevano un terreno di decine o centinaia di ettari, vivevano spesso in villette a schiera in città. Ad esempio, il duca di Norfolk possedeva il castello di Arundel, mentre la sua casa londinese, Norfolk House, era una casa a schiera, in St James's Square, larga oltre 30 metri.

## Nord America

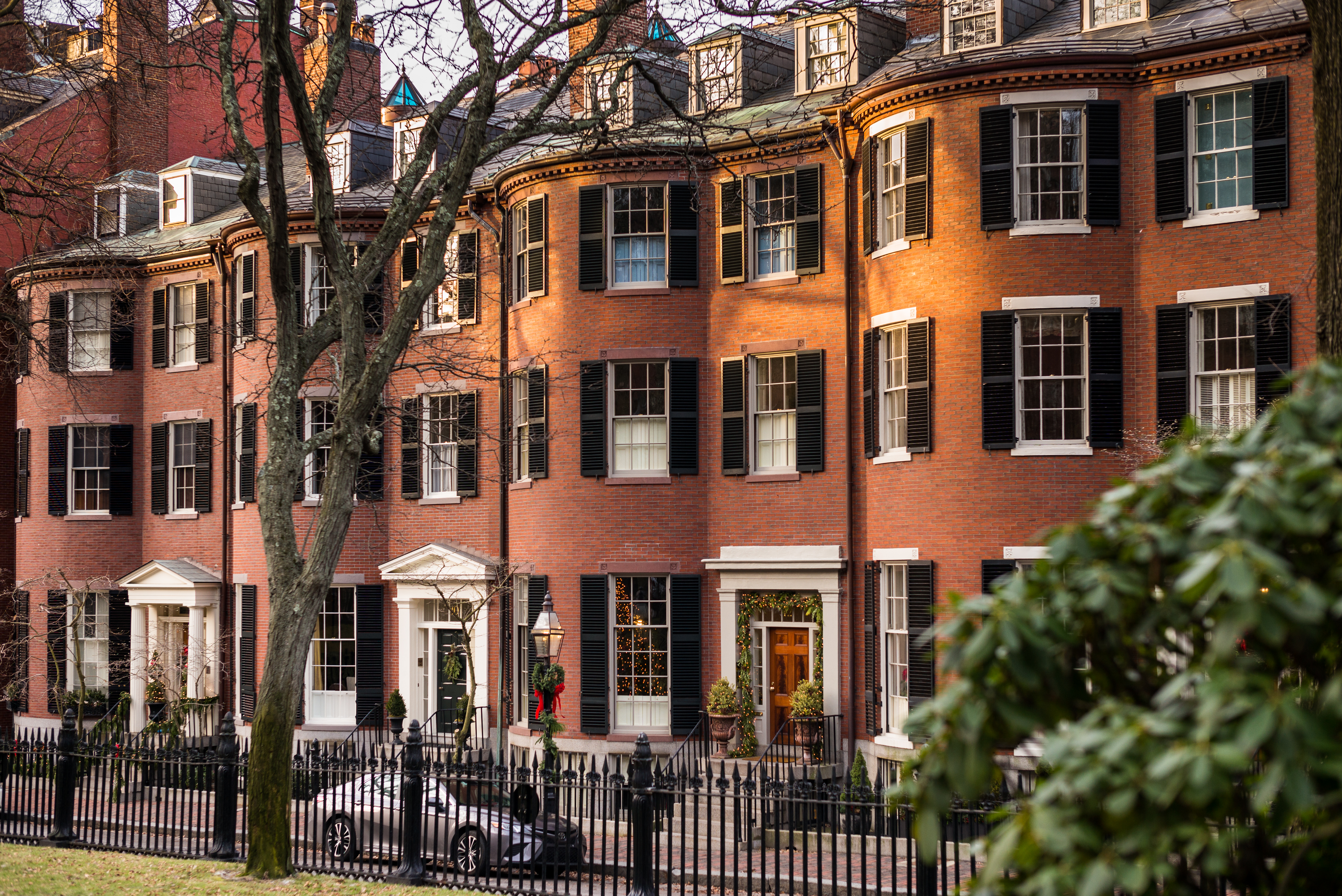
Townhouse a Beacon Hill, Boston

Negli Stati Uniti e in Canada, una townhouse ha due connotazioni. La più vecchia, prima della diffusione delle automobili, era una casa di piccole dimensioni in città, ma a causa dei suoi piani multipli (a volte sei o più), aveva un ampio spazio abitativo, spesso con alloggi per la servitù. L'ingombro ridotto della residenza consentiva che fosse a pochi passi o a distanza di trasporto di massa dalle aree commerciali e industriali della città, ma abbastanza lussuosa per i ricchi residenti della città.
Le townhouse sono costose dove quelle unifamiliari sono rare, come a New York, Chicago, Boston, Filadelfia, Toronto, Washington e San Francisco.
Le case a schiera sono simili e consistono in diverse unità adiacenti e uniformi originariamente presenti in aree urbane, precedenti all'epoca dell'automobile, come Baltimora, Filadelfia, Richmond, Charleston, Savannah e New Orleans, ma ora si trovano in complessi residenziali a basso costo anche nelle periferie. Una casa a schiera è dove c'è un tetto e una fondazione continui e un singolo muro divide le case adiacenti, anche se alcune hanno una intercapedine con uno spazio d'aria, largo pochi centimetri, su una fondazione comune. Una casa a schiera sarà generalmente più piccola e meno lussuosa di un'abitazione chiamata townhouse.

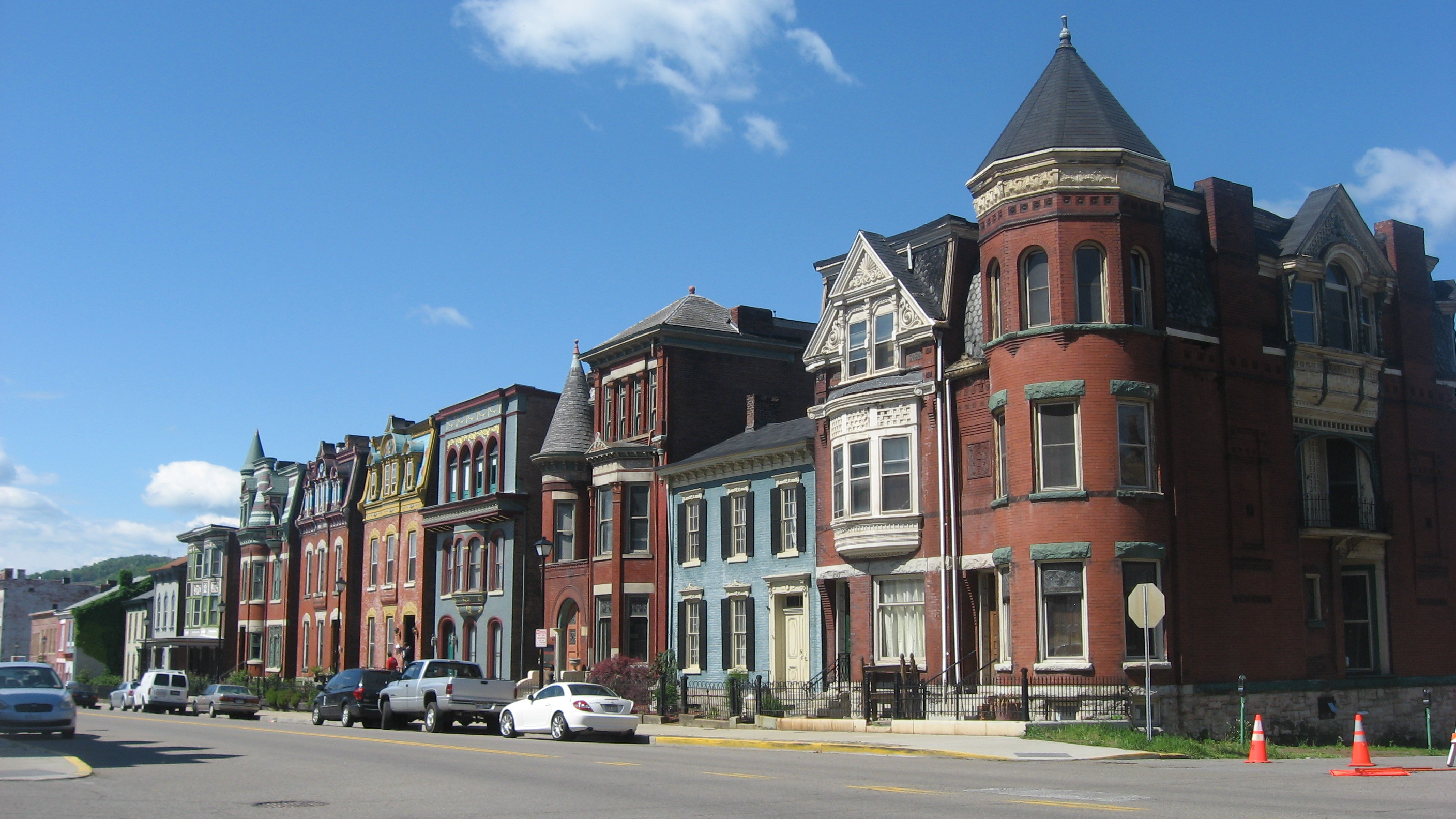
Townhouse a Wheeling, Virginia Occidentale

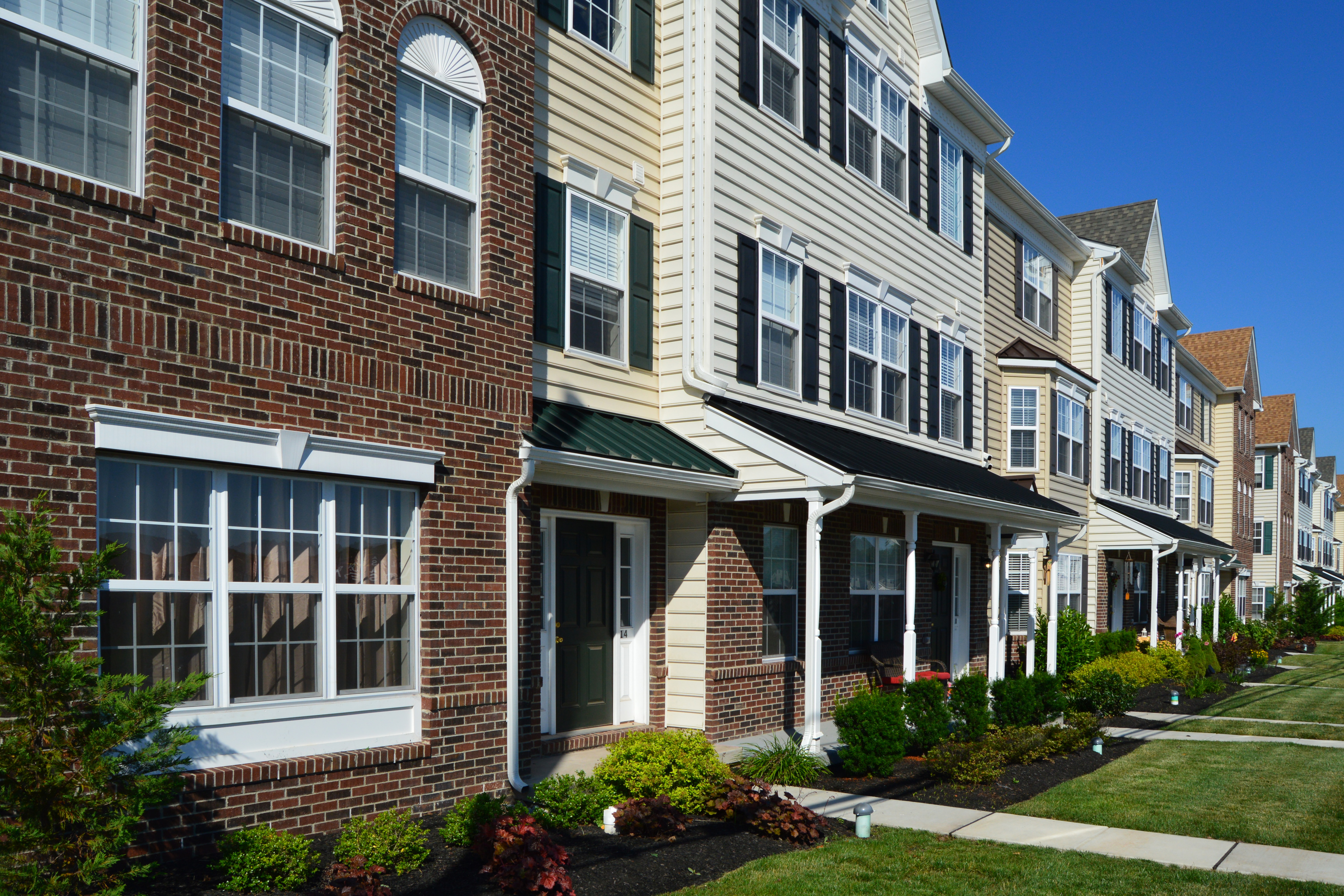
Townhouse costruite da un singolo costruttore a Souderton, Pennsylvania

Il nome townhouse o townhome è stato successivamente utilizzato per descrivere unità non uniformi in aree suburbane progettate per imitare case unifamiliari o bifamiliari. Oggi, il termine townhouse è usato per descrivere unità che imitano una casa unifamiliare ma collegate in un complesso di più unità. La distinzione tra le unità abitative chiamate appartamenti e quelle chiamate townhouse è che queste ultime di solito sono costituite da più piani e hanno una propria porta esterna invece di avere un solo livello e/o avere accesso tramite un corridoio interno o tramite un passaggio pedonale esterno in stile balcone (più comune nei climi più caldi). Un'altra distinzione è che nella maggior parte delle aree degli Stati Uniti al di fuori delle città più grandi, l'appartamento si riferisce agli alloggi in affitto e la townhouse in genere a un'abitazione di proprietà individuale, senza altre unità sotto o sopra, sebbene il termine appartamento in stile townhouse (affitto) si sente anche per gli appartamenti bilivello.
Le townhouse possono anche essere "impilate". Tali abitazioni hanno più unità in verticale (tipicamente due), normalmente ciascuna con il proprio ingresso privato dalla strada o comunque dall'esterno. Possono essere affiancate in una fila di tre o più, nel qual caso vengono talvolta chiamate case a rowhouse. Una casa a schiera in un gruppo di due potrebbe sempre essere definita una casa a schiera, ma in Canada e negli Stati Uniti è tipicamente chiamata una casa bifamiliare e in alcune zone del Canada occidentale, un semi-duplex.
In Canada, le abitazioni unifamiliari, di qualsiasi tipo, come villette, appartamenti, case mobili o villette a schiera, ad esempio, sono suddivise in due categorie di proprietà:
- Condominio, dove si possiede l'interno dell'unità ed anche una quota determinata dell'interesse indiviso della restante parte del fabbricato e del terreno detti elementi comuni.
- Freehold, dove si possiede esclusivamente il terreno e l'abitazione senza alcun aspetto condominiale. Queste possono condividere anche le fondamenta, ma hanno spazi aerei ristretti e sono ancora indicate come townhouse.

Le townhouse condominiali, così come gli appartamenti condominiali, sono spesso chiamate condomini, riferendosi quindi al tipo di proprietà piuttosto che al tipo di abitazione. Poiché i condomini in stile appartamento sono i più comuni, quando qualcuno si riferisce a un condominio, molti presumono erroneamente che debba essere un'abitazione in stile appartamento e viceversa che solo le abitazioni in stile appartamento possono essere condomini. Tutti i tipi di abitazioni possono essere condomini, e questo è quindi vero per le townhouse. Una residenza in arenaria è una varietà particolare che si trova a New York.

## Asia, Australia, Sud Africa, Zimbabwe
In Asia, Australia, Sudafrica e Zimbabwe, l'uso del termine segue il senso nordamericano. Le townhouse si trovano generalmente in complessi. I grandi complessi hanno spesso strutture ad elevata sicurezza, zone comuni come piscine, palestre, parchi e attrezzature per parchi giochi. In genere, una townhouse ha un titolo di "Strata"; cioè un tipo di titolo in cui la proprietà comune (area paesaggistica, corridoi pubblici, struttura edilizia, ecc.) è di proprietà di una società di singoli proprietari e le case sulla proprietà sono di proprietà dei singoli proprietari.

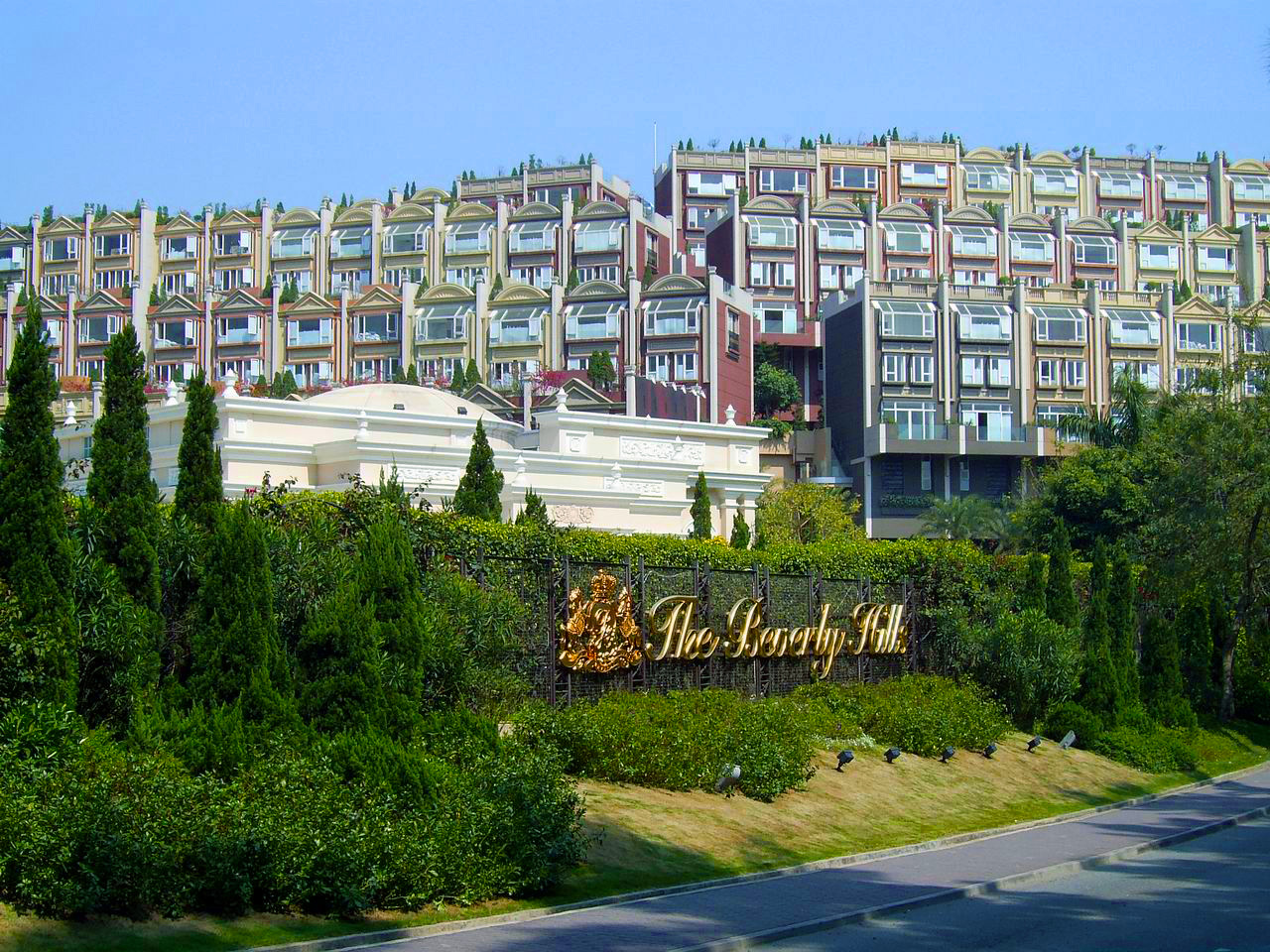
Le colline di Beverly nel distretto di Tai Po, Hong Kong

Nelle città asiatiche ad alta densità di popolazione dominate da grattacieli residenziali, come Hong Kong, le townhouse in complessi residenziali privati rimangono quasi esclusivamente popolate da persone molto ricche a causa della rarità e delle dimensioni relativamente grandi delle unità. Esempi importanti a Hong Kong includono Severn 8, in cui una casa a schiera di 470,7 m2 è stata venduta per 37 milioni di USD nel 2008,  un record in Asia, e in The Beverly Hills, che consiste in più file di villette a schiera con alcune unità molto grandi. Comunemente nei sobborghi delle grandi città, una vecchia casa su un grande appezzamento di terra viene demolita e sostituita da una breve fila di case a schiera, costruite "alla fine" della strada per una maggiore privacy.